# Lugaži
Lugaži ist ein Ortsteil der lettischen Stadt Valka.

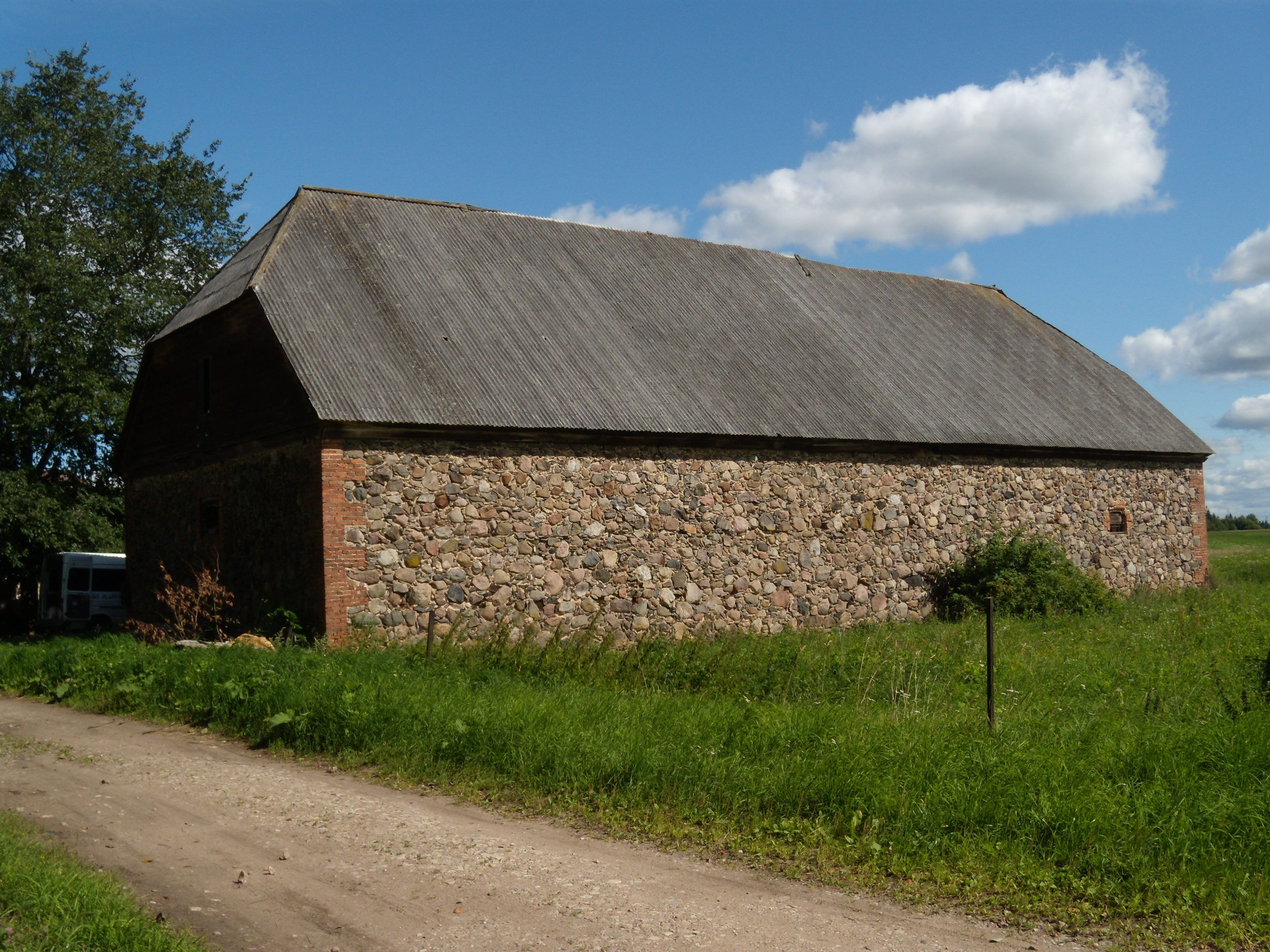
Eine Scheune in Lugaži (2009)

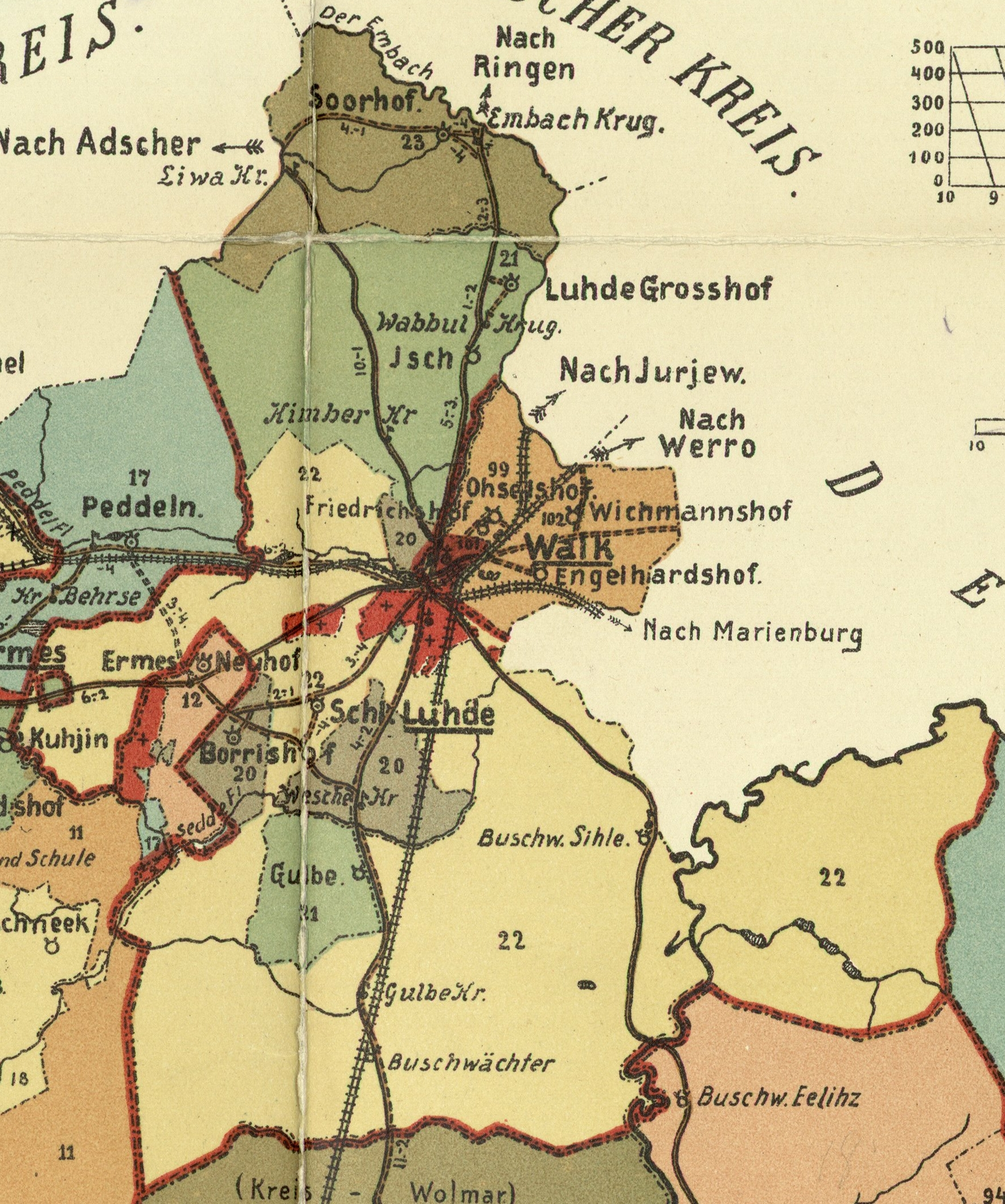
Wegekarte des Walkschen Kreises (1904)

Im 14. Jahrhundert wurde eine Burg gebaut, die später als Lude oder Luhde erwähnt wurde. 1560 kam es an der Straße von Lugaži nach Ērģeme zur Schlacht bei Ermes. Während des Polnisch-Schwedischen Krieges im Jahr 1621 wurde die Burg Lugaži von den Schweden eingenommen. 1624 schenkte König Gustav II. Adolf die Burg Hans von Wrangel, dessen Nachkommen die Burg Lugaži bis 1818 gehörte. Sie haben die Burg nicht restauriert und die Steine wurden zum Bau der umliegenden Gebäude verwendet.
Das Gut wurde nach dem Herrenhaus auch Schloß Luhde genannt.
In der sowjetischen Zeit war Lugaži Sitz einer Sowchose.
Der Bahnhof Lugaži wurde im Zweiten Weltkrieg 1942 an der Bahnstrecke Riga–Valga errichtet. Diese diente als Hauptversorgungsader der Leningrader Blockade für die deutsche Armee. Von strategischer Bedeutung waren besonders die Gleise zwischen den Bahnhöfen Lugaži, Valka und Valga, die miteinander ein Dreieck bildeten, um die Panzerzüge in die entgegengesetzte Richtung lenken zu können.